# Unión Atlético San Antonio
El Unión Atlético San Antonio Fue un equipo de fútbol venezolano establecido en la ciudad de San Antonio del Táchira que participó en la Segunda División de Venezuela. Fue fundado en el año 2006 por Juan Manuel Villamizar. El mayor título obtenido por la institución fue el Campeonato de la Segunda División B Venezolana 2008/09, y gracias a esto ascendieron a la Segunda División Venezolana 2009/10.
Para la temporada 2011/12, vende su franquicia, y se fusiona al Club Atlético Socopó llamándose este último Unión Atlético Socopó Sport Club

## Palmarés

### Torneos nacionales
- Segunda División B de Venezuela (1): 2008/2009
- Segunda División de Venezuela (1): 2009 Torneo Apertura (A)

Penalizado Por la FVF
- Datos: Q6156928